# Dompierre-Becquincourt

Dompierre-Becquincourt este o comună în departamentul Somme, Franța. În 1 ianuarie 2022 avea o populație de 714 de locuitori.